# Le Journal de Québec (1842-1889)
Pour l’article homonyme, voir Le Journal de Québec.
Le Journal de Québec est un journal fondé en 1842 par Joseph-Édouard Cauchon (qui en restera propriétaire et rédacteur jusqu'en 1875) dont la parution a pris fin en 1889. Il se situe dans la mouvance du réformisme, qui se soucie principalement de la survivance et de l'unité des Canadiens français dans la foulée de l'Acte d'Union mais marque ses distances par rapport aux Patriotes et à l'Institut canadien d'une part et par rapport à l'Église catholique et à l'ultramontanisme de l'autre part.

## Sources
- Fernand Harvey, « La presse périodique à Québec de 1764 à 1940 : vue d'ensemble d'un processus culturel », Les Cahiers des dix, no 58, 2004, p. 213-250.